# Hadrian Filip Tabęcki
Hadrian Filip Tabęcki (ur. 20 stycznia 1975 w Warszawie) – kompozytor, aranżer, pianista, producent muzyczny, reżyser i scenarzysta.

## Życiorys
Ukończył Liceum Muzyczne im. Karola Szymanowskiego w Warszawie w klasie fortepianu prof. Marii Palmowskiej-Guz. Studiował w klasie kompozycji prof. Stanisława Moryty w Akademii Muzycznej im. Fryderyka Chopina w Warszawie.
Kompozytor 'Rock Opery Krzyżacy' (prapremiera – 30 grudnia 2010 Warszawa, Sala Kongresowa).
Kompozytor opery 'Dzień Świra' na podstawie utworu dramatokomicznego Marka Koterskiego pod tym samym tytułem (prapremiera: 29 stycznia 2012, Teatr Wielki, Poznań).
Autor muzyki do filmów: 'Kameleon' w reż. Janusza Kijowskiego i 'Lejdis' w reż. Tomasza Koneckiego.
Zadebiutował jako kompozytor w 1993 roku na scenie Teatru Dramatycznego w Warszawie spektaklem muzycznym Śpieszmy się kochać ludzi do wierszy księdza Jana Twardowskiego.
Wieloletni kierownik muzyczny Konkursu Interpretacji Piosenki Aktorskiej na Przeglądzie Piosenki Aktorskiej we Wrocławiu. Stały współpracownik takich artystów, jak Michał Bajor, Jacek Bończyk, Mirosław Czyżykiewicz, Magdalena Kumorek czy Krystyna Tkacz. Kierownik muzyczny na I–III Ogólnopolskim Konkursie na Interpretację Piosenek Anny German Tańczące Eurydyki w Zielonej Górze.
Kompozytor muzyki do przedstawień i filmów w reżyserii Janusza Kijowskiego (Kameleon, Piękny widok, Piękna Pani Seidenman, Czarownice z Salem) oraz m.in. do spektakli Romeo i Julia (Teatr im. St. Jaracza, Olsztyn), Blue room (Teatr Polski, Bielsko-Biała), Szwagierki (Teatr Rozrywki, Chorzów), Spoze (Teatro Kismet, Bari, Włochy), Smutna królewna (Teatr Montownia, Warszawa), Mamy świętego Mikołaja, Lis Przechera (Białostocki Teatr Lalek, Białystok), Tango Operita. Szare Kwiaty (Teatr Syrena, Warszawa), Straszna Gospoda (Teatr Żydowski, Warszawa) i inne.
Kompozytor wielu piosenek i songów do wierszy i tekstów m.in. Wojciecha Młynarskiego, Wisławy Szymborskiej, Jana Twardowskiego, Marcina Sosnowskiego, Jacka Bończyka, Adama Nowaka, Krzysztofa Feusette i Romana Kołakowskiego.
Kompozytor m.in. wielu oratoriów: 
'Msza Polska wg x. Jana Twardowskiego' do słów księdza Jana Twardowskiego (1998), 
'Kantata – Pieśń Świata' do tekstów Starego Testamentu (w języku hebrajskim, łacińskim, starocerkiewno-słowiańskim, niemieckim i polskim) (2000),
'Misterium Iniquitatis' do słów Romana Kołakowskiego (2005), 
'Quem Quaeritis – Misterium  Drogi Krzyżowej' do słów Romana Kołakowskiego (2006), 
'Polonia Semper Invicta' do słów Romana Kołakowskiego (2008), 
'Mysterium Crucis – Siedem Ostatnich Słów Chrystusa na Krzyżu' do tekstów Nowego Testamentu (wydanie ekumeniczne) (2009), 
'Zwierciadło Europy' – alternatywna wersja "Kantaty – Pieśń Świata" z dopisanymi trzema nowymi częściami i nowymi słowami Romana Kołakowskiego (2009) 
oraz 'Narvik. Pierwsze zwycięstwo' do słów Romana Kołakowskiego (2010).
Jako pianista współtworzy zespół Kameleon i Tangata Quintet. Nagrywa dla rozgłośni radiowych i telewizyjnych (Program 3 Polskiego Radia, Polskie Radio Kraków, Program 1 i 2 Telewizji Polskiej, RTL 7).
Liczne nagrody i wyróżnienia za twórczość artystyczną (m.in. za piosenkę premierową na wrocławskim PPA 1998 i za muzykę do spektaklu Piękna Pani Seidenman na Festiwalu Dwa Teatry 2003 w Gdyni).
Założyciel stowarzyszenia "Muzyka Bez Granic".